# Base de Aviação de Taubaté
A Base de Aviação de Taubaté (BAvT) é a principal base aérea da Aviação do Exército Brasileiro, localizada em Taubaté, São Paulo, e a única organização militar desse tipo no Exército Brasileiro. Ela sedia o Comando de Aviação do Exército (CAvEx), 1.º e 2.º Batalhões de Aviação do Exército (BAvEx), o Centro de Instrução de Aviação do Exército (CIAvEx), o Batalhão de Manutenção e Suprimento de Aviação do Exército (BMS) e a Companhia de Comunicações da Aviação do Exército. O CAvEx comanda a base e as demais unidades sediadas. Essas forças correspondiam a 76% dos efetivos da Aviação do Exército em 2018.
Taubaté é cidade estratégica para a Aviação do Exército devido à sua localização no eixo Rio-São Paulo, próxima à indústria aeronáutica e centros de pesquisa (Embraer, Helibras e Centro Técnico Aeroespacial) e da 12.ª Brigada de Infantaria Leve (Aeromóvel). Como a aviação e a brigada aeromóvel são parte das Forças de Ação Rápida do Exército, elas precisam de bases no núcleo central do país. A construção aproveitou algumas instalações da antiga 12ª Bateria de Artilharia Antiaérea. Em 1990, helicópteros sediados na base já realizavam missões, embora as obras estivessem incompletas; o complexo era apelidado de “Barrex”. O complexo tem três milhões de metros quadrados, com 350 residências. Ele foi modernizado e expandido nos anos 2010, com a construção de novos hangares para o CIAvEx e o BMS devido à modernização do HA-1 Esquilo e recebimento do HM-4 Cougar.

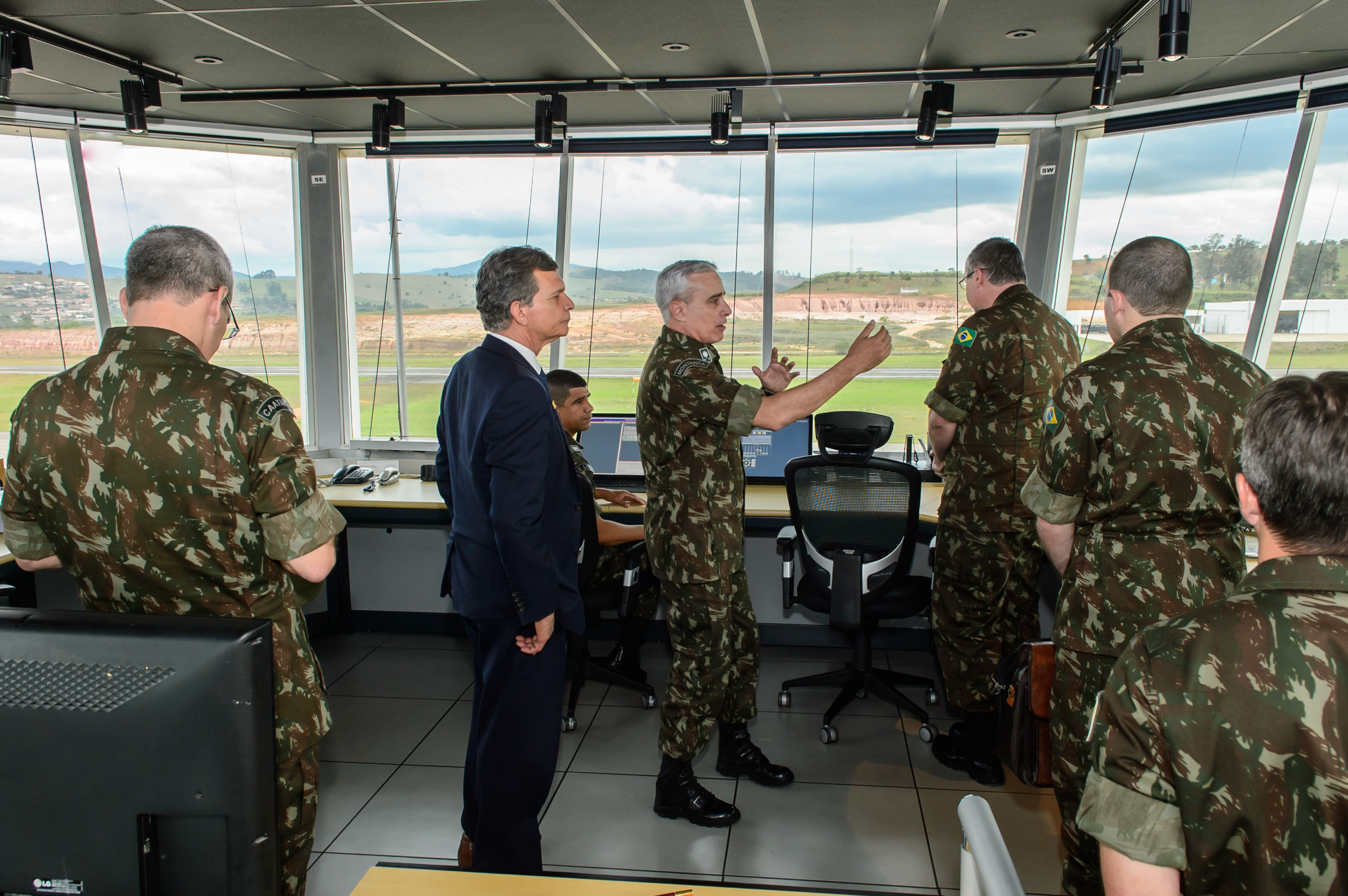
Interior da torre de controle

Na Aviação do Exército, a BAvT é um órgão de gestão administrativa e de infraestrutura, com um efetivo de cerca de 800 militares. Sua Divisão de Aeródromo é responsável pela torre de controle, o controle de tráfego aéreo, a sala de informações aeronáuticas e o serviço de proteção contra incêndio. Além das atividades diretamente relacionadas à aviação, a base é responsável pela segurança e manutenção de todo o complexo; ela gere os recursos orçamentários, financeiros e patrimoniais e fornece um hotel de trânsito, mais de 3.500 refeições por dia e, através do Centro de Medicina de Aviação do Exército, serviços de saúde para mais de cinco mil militares e suas famílias.
Na logística, adquire no mercado nacional suprimentos solicitados pelo Batalhão de Manutenção e Suprimentos. Quando a Aviação do Exército deixa sua sede, a BAvT monta o novo posto de comando e continua a fornecer o alojamento, refeições, segurança e outros serviços. Nessa situação, ela monta e opera o aeródromo de campanha junto com a Companhia de Comunicações da Aviação do Exército.

## Aeronaves
| Organização | HA-1A Fennec | HM-1A Pantera | HM-3 Cougar | HM-4 Jaguar | Total |
| ----------- | ------------ | ------------- | ----------- | ----------- | ----- |
| CIAvEx      | 16           |               |             |             | 16    |
| 1.º BAvEx   | 12           |               |             | 7           | 19    |
| 2.º BAvEx   |              | 18            | 4           |             | 22    |
| Total       | 28           | 18            | 4           | 7           | 57    |

## Operação civil
Desde 1993, a Base Aérea também era utilizada por não militares, com um aeroclube se instalando no aeródromo e dois hangares civis construídos. Essas instalações abrigavam uma escola de pilotos e comissários de bordo. Contudo, em 23 de setembro de 2021, o Comando de Aviação do Exército notificou o Aeroclube Regional de Taubaté a interromper suas operações de forma indeterminada, como resultado do interesse do Exército em utilizar a área ocupada.